# Andreja Gomboc
Andreja Gomboc [andrêja gómboc], slovenska astrofizičarka, * 10. november 1969, Murska Sobota.

## Življenje in delo
Andreja Gomboc je leta 1995 diplomirala na Fakulteti za matematiko in fiziko (FMF) Univerze v Ljubljani z nalogo Kako je videti padec zvezde v črno luknjo.
Od leta 1995 do 2001 je podiplomsko študirala fiziko na Fakulteti za matematiko in fiziko ter bila tudi asistentka. Na FMF je leta 2001 doktorirala z doktorsko disertacijo Hitre spremembe izseva ob interakciji s črno luknjo pod Čadeževim mentorstvom. Disertacija je obravnavala plimsko raztrganje zvezd med bližnjim srečanjem z masivno črno luknjo v galaktičnem jedru. Po doktoratu je postala članica Oddelka za fiziko FMF, kjer je bila izredna profesorica za astronomijo in astrofiziko in predavala predmete Astrofizika, Astronomija 2, Teoretična astrofizika, Astrofizika zvezd in Galaksije ter Izbrana poglavja iz astrofizike in fizike delcev. Na Pedagoški fakulteti v Ljubljani je v letih 2008-2014 predavala predmet Astronomija. Od jeseni 2015 je redna profesorica za astronomijo na Fakulteti za naravoslovje Univerze v Novi Gorici.
Kot štipendistka Marie Curie se je med letoma 2002 in 2004 podoktorsko izpopolnjevala na Astrofizikalnem raziskovalnem inštitutu (Astrophysics Research Institute (ARI)) Univerze Johna Moorsa v Liverpoolu v Združenem kraljestvu (Liverpool John Moores University). Tam se je pričela raziskovalno ukvarjati z opazovanjem optičnih zasijev (angl. afterglows) izbruhov sevanja gama s tremi največjimi samodejnimi daljnogledi na svetu: teleskopom Liverpool (LT), na Observatoriju Roque de los Muchachos na Kanarskem otoku La Palma in teleskopoma Faulkes North na Havajih in Faulkes South v Avstraliji. Skupina za raziskovanje izbruhov sevanja gama, ki jo usklajuje Univerza Johna Moorsa in v kateri sodeluje Andreja Gomboc, je novembra 2007 prejela nagrado za raziskovalni projekt leta, ki jo podeljuje britanski časopis Times Higher Education. Ocenjevalci so nagradili izjemno timsko delo in rezultate merjenja polarizacije optičnih zasijev, objavljene v reviji Science. Med drugimi članki je tudi soavtorica dveh člankov v reviji Science in treh v reviji Nature.
Januarja 2010 je imela v okviru projekta Znanje žanje predavanje v Državnem zboru Republike Slovenije z naslovom Vesolje in mi.
Sodeluje tudi pri odpravi Gaia, ki jo je ESA izstrelila leta 2013, pri čemer meri razdalje in radialne hitrosti približno milijarde zvezd v krajevni Galaksiji.
V letih 2011–2014 je vodila projekt Evropske vesoljske agencije ESA z naslovom »Relativistični globalni navigacijski sistem satelitov«.
Njena raziskovalna področja so astronomija in astrofizika, splošna teorija relativnosti, črne luknje, izbruhi sevanja gama, vrtenje zvezd in vrtilne hitrosti simbiotskih zvezd.
Redno objavlja tudi poljudnoznanstvene članke s področja astronomije in astrofizike v astronomski reviji Spika in je ustanoviteljica in urednica spletnega portala Portal v vesolje.
V Mednarodnem letu astronomije 2009 (MLA) je bila nacionalna koordinatorka za Slovenijo. V istem letu je bila pobudnica in organizatorka razstave astrofotografij Od Zemlje do vesolja na Jakopičevem sprehajališču v parku Tivoli v Ljubljani, potujoče razstave Od Zemlje do vesolja, dnevov odprtih vrat na Astronomsko geofizikalnem observatoriju Golovec (AGO) idr. Bila je sourednica zbornika delovnega srečanja Slovenija in vesolje - včeraj, danes, jutri in kataloga razstave Od Zemlje do vesolja. Je prejemnica zlatega priznanja ZOTKS in soprejemnica priznanja Prometej znanosti 2007 (za souredništvo monografije Fizika, moj poklic - življenje in delo naših fizičark) in Prometej znanosti 2009 (za vodenje Organizacijskega odbora Mednarodnega leta astronomije 2009 v Sloveniji).
Je predsednica Slovenskega odbora za astronomijo pri DMFA Slovenije, predsednica nacionalne komisije za tekmovanje iz znanja astronomije, ki ga od leta 2009 organizira DMFA Slovenije in članica Marie Curie Fellows Organization, PAZU, Evropskega astronomskega društva (EAS) in Mednarodne astronomske zveze (IAU).
Leta 2015 je za pomembne dosežke pri proučevanju izbruhov sevanja gama prejela Zoisovo priznanje.
Leta 2016 je organizirala mednarodni astronomski simpozij Nova obzorja v astrofiziki črnih lukenj, ki je bil prvi simpozij IAU v Sloveniji.
Leta 2018 je prevzela vodenje Komisije za enake možnosti na področju znanosti pri Ministrstvu za izobraževanje, znanost in šport.
Za obdobje od 4. 7. 2019 do 4. 7. 2023 je prevzela predsedovanje Sveta za znanost in tehnologijo..

## Izbrana dela

### Strokovni članki
- Gomboc, Andreja; Čadež, Andrej; Calvani, Massimo; Kostič, Uroš (2009). »Tidal Capture by a Black Hole and Flares in Galactic Centres«. Relativistic Astrophysics Legacy and Cosmology - Einstein's, ESO Astrophysics Symposia. arXiv:0903.0164. doi:10.1007/978-3-540-74713-0_32.